# Våler (Innlandet)
Våler ist eine Kommune im norwegischen Fylke Innlandet. Die Kommune hat 3559 Einwohner (Stand: 1. Januar 2025). Verwaltungssitz ist der gleichnamige Ort Våler. Die Kommune liegt in der Region Solør und wird deshalb auch Våler i Solør genannt.

## Geografie
Die Kommune Våler liegt im Osten von Norwegen im Norden von Solør. Im Nordosten der Kommune verläuft die Grenze zu Schweden. In Norwegen grenzt Våler im Süden an die Kommune Åsnes, im Südwesten an Stange und Løten, im Nordwesten an Elverum sowie im Nordosten im Trysil. Durch den Westen von Våler fließt im Tal Glåmdalen die Glomma, Norwegens längster Fluss. In der Kommune befinden sich mit dem Braskereidfossen und dem Eidsfossen zwei Wasserfälle in ihrem Lauf. Die Gesamtfläche der Kommune beträgt 705,28 km², wobei Binnengewässer zusammen 27,58 km² ausmachen.
Abseits der Glomma ist die Landschaft von Waldgebieten geprägt. Die Wälder gehen teils in den norwegisch-schwedischen Grenzwald Finnskogen ein. Insbesondere im Nordosten ist die Kommune von Moorgebieten durchzogen. Die Erhebung Kjølberget im Nordosten stellt mit einer Höhe von 704,87 moh. den höchsten Punkt der Kommune Våler dar.

## Einwohner
Die meisten Einwohner der Kommune leben entlang der Glomma. Dort liegen die beiden Ortschaften Våler und Braskereidfoss. In den 1960er-Jahren begann die Einwohnerzahl zurückzugehen. Insbesondere in den Waldgebieten, wo sich kleinere Orte wie Gravberget und Risberget sowie weitere verstreut gelegene Höfe befinden, ist die Einwohnerzahl rückläufig. In der Gemeinde liegen zwei sogenannte Tettsteder, also zwei Ansiedlungen, die für statistische Zwecke als eine städtische Siedlung gewertet werden. Diese sind Våler mit 1110 und Braskereidfoss mit 249 Einwohnern (Stand: 1. Januar 2024).
Die Einwohner der Gemeinde werden Vålsokning oder Vålersokning genannt. Offizielle Schriftsprache ist wie in vielen Kommunen in Innlandet Bokmål, die weiter verbreitete der beiden norwegischen Sprachformen.
| Jahr          | 1986 | 1990 | 1995 | 2000 | 2005 | 2010 | 2015 | 2020 | 2025 |
| ------------- | ---- | ---- | ---- | ---- | ---- | ---- | ---- | ---- | ---- |
| Einwohnerzahl | 4580 | 4372 | 4259 | 4063 | 3924 | 3870 | 3790 | 3662 | 3559 |

## Geschichte
Im Jahr 1849 wurde von der damaligen Kommune Hof die Kommune Åsnes og Våler abgespalten. Hof verblieb nach dieser Aufspaltung mit 2913 Einwohnern. Die neue Kommune Åsnes og Våler hatte bei ihrer Gründung 7087 Einwohner. Fünf Jahre später wurde Åsnes og Våler in die beiden Kommunen Åsnes und Våler aufgeteilt. Åsnes hatte dabei 3677 Einwohner, Våler 3410. Bis zum 31. Dezember 2019 gehörte Våler dem damaligen Fylke Hedmark an. Dieses ging im Zuge der Regionalreform in Norwegen in das zum 1. Januar 2020 neu geschaffene Fylke Innlandet über.
In der Kommune befinden sich zwei Kirchen: Die Gravberget kirke und die Våler nye kirke. Die Kirche in Gravberget wurde im Jahr 1955 erbaut. Die Holzkirche hat ein pyramidenförmiges Äußeres mit einem nahezu quadratischen Grundriss. Die Våler nye kirke steht in der Ortschaft Våler. Das Kirchgebäude wurde im Jahr 2015 fertiggestellt. Auch bei ihr handelt es sich um eine Holzkirche. Die neue Kirche wurde gebaut, nachdem die Vorgängerkirche im Mai 2009 aufgrund von Brandstiftung abgebrannt war.
Am 9. August 2023 wurde das Kraftwerk Braskereidfoss bei einem Dammbruch zerstört.

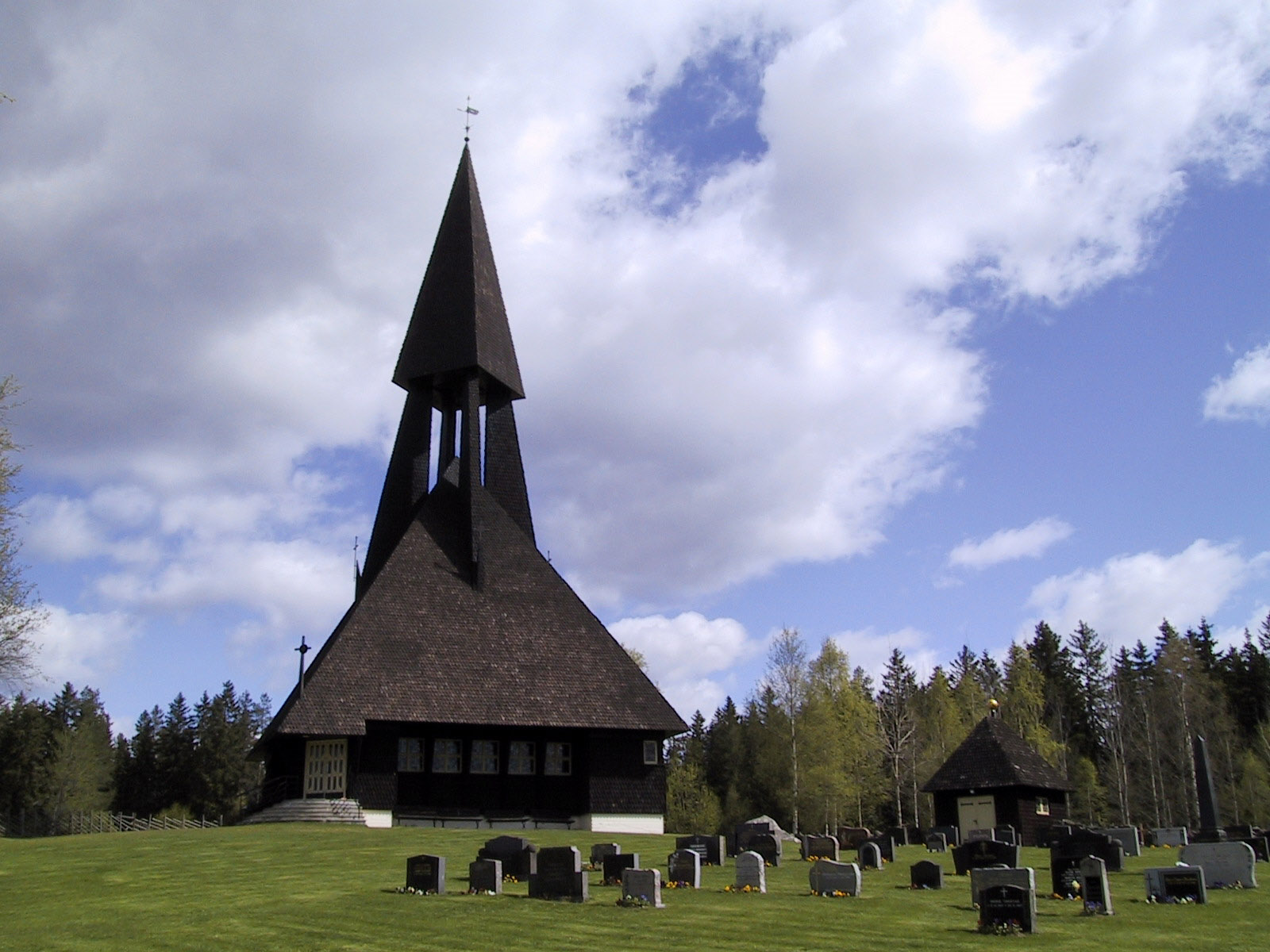
Kirche in Gravberget
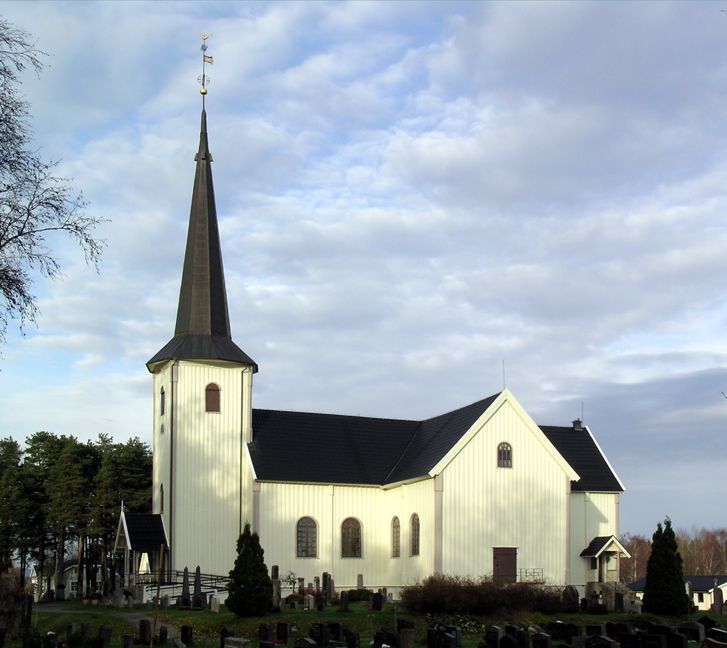
Alte Kirche von Våler
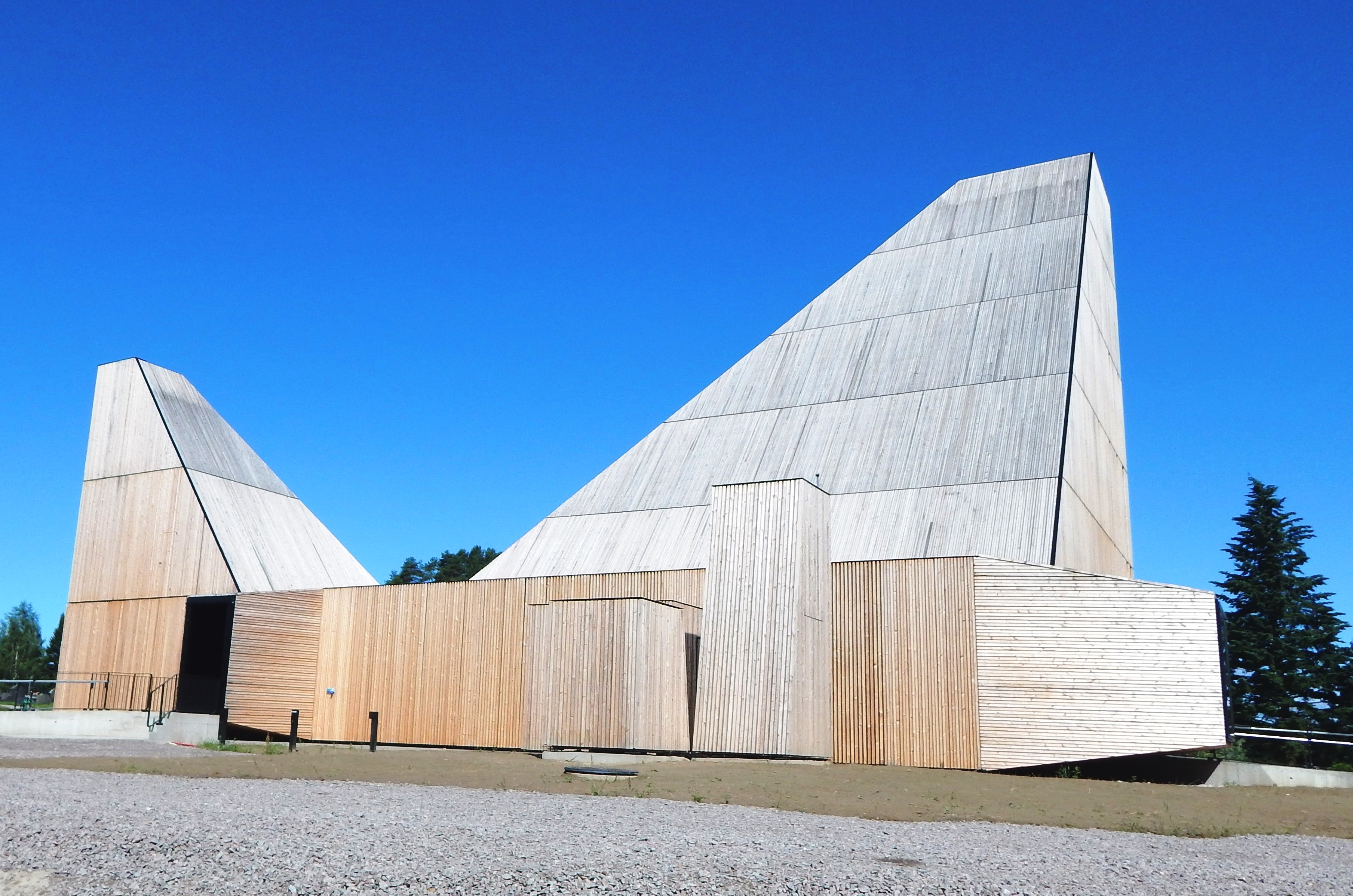
Neue Kirche von Våler

## Wirtschaft und Infrastruktur

### Verkehr
Am Ostufer der Glomma führt der Riksvei 2 durch die Kommune, am Westufer verläuft der Fylkesvei 210. Von Braskereidfoss aus führt der Fylkesvei 2094 in den Osten der Kommune. Neben dem Riksvei 2 führt am Ostufer der Glomma auch die Eisenbahnstrecke Elverum–Kongsvinger (auch Solørbanen) entlang. Dort verkehrt nur Güterverkehr. In Braskereidfoss befindet sich ein Güterterminal.

### Wirtschaft

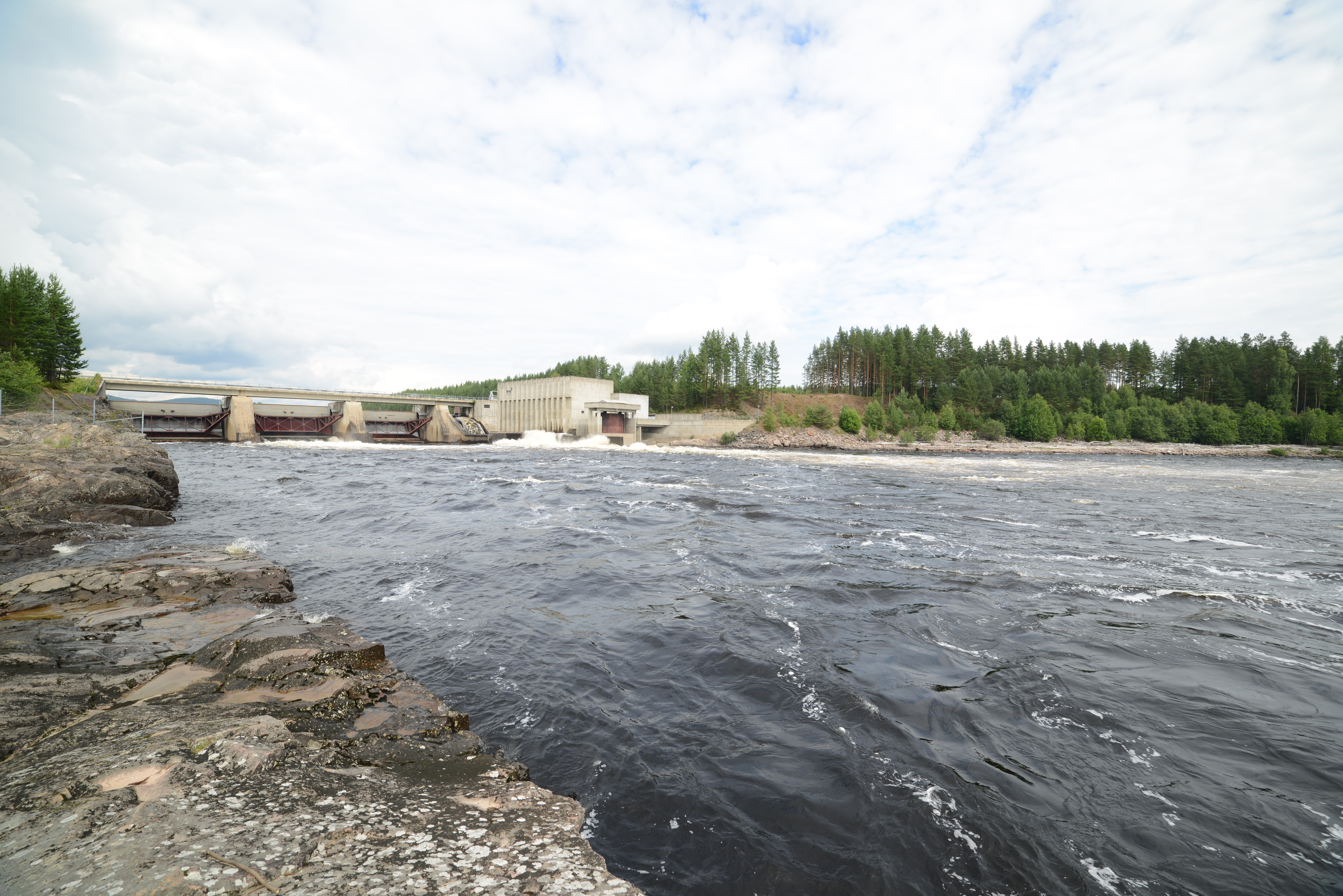
Wasserkraftwerk Braskereidfoss

Die Lokalwirtschaft baut traditionell auf der Land- und Forstwirtschaft auf. Auf rund 80 % der landwirtschaftlich genutzten Fläche wird Getreide angebaut. Neben dem Anbau von Getreide ist auch der Anbau von Kartoffeln verbreitet. Im Jahr 2010 kaufte der Staatsbetrieb Statskog eine etwa 200 km² große Waldfläche auf. Die Industrie basiert zu einem großen Teil auf der Holzverarbeitung. In Våler liegt sowohl die größte Spanplattenfabrik als auch das größte Sägewerk Norwegens. Nach der Holzverarbeitung ist die Lebensmittelindustrie der zweitgrößte Industriezweig. Mit dem Kraftwerk Braskereidfoss lag ein Wasserkraftwerk in der Kommune. Es wurde im Jahr 1978 in Betrieb genommen und hatte zwischen 1991 und 2020 eine mittlere Jahresproduktion von zirka 130 GWh. Am Kraftwerk lag eine Fallhöhe von rund 9,5 Metern Höhe vor. Am 9. August 2023 wurde das Kraftwerk Braskereidfoss nach einem Dammbruch zerstört. Im Jahr 2021 arbeiteten von rund 1610 Arbeitstätigen nur etwa 820 in Våler selbst. Jeweils über 200 Personen pendelten in die Nachbarkommunen Elverum und Åsnes.

## Sport
In Gjerdrum befindet sich der bereits 1912 errichtete Gjerdrumsbakken, von dem in den 2000er-Jahren mehrfach Springen des Skisprung-Continental-Cups stattfanden.

## Name und Wappen
Das seit 1987 offizielle Wappen der Kommune zeigt einen goldenen Pfeil mit Flügeln auf rotem Hintergrund. Das Wappen spielt auf die Sage über die Christianisierung der Region an. Våler wurde im Jahr 1416 im Zusammenhang in der Dativ-Plural-Form als a Walum erwähnt. In Abgrenzung zur Kommune Våler im Fylke Østfold wird die Kommune auch Våler i Solør genannt.

## Persönlichkeiten
- Jo Inge Bjørnebye (1946–2013), Skispringer
- Finn Halvorsen (* 1947), Skispringer
- Ola Svenneby (* 1997), Politiker